# Öppen poker
Öppen poker, samlingsnamn på de pokerspel som innehåller öppna kort, vare sig de är gemensamma eller privata. De flesta former av poker hör hit. Till undergruppen spel med gemensamma kort hör framför allt Texas hold'em och dess släktingar. De olika formerna av stötpoker hör också till kategorin öppen poker. Se artikeln pokerspel för fler exempel.
Motsatsen till öppen poker är sluten poker.